# Бековичи-Черкасские
Бековичи-Черкасские — кабардинский (черкесский) или кумыкский княжеский род золотоордынского происхождения.
Одна из ветвей князей Черкасских, потомство князя Александра (Девлет-Кильдей-мурза; 1688—1717), убитого в Хиве, женатого на княжне Марфе Борисовне Голицыной. Младший сын князя Александра Бековича — князь Александр Александрович оставил четырёх сыновей, из которых от старшего — князя Николая и младшего — князя Дмитрия — род продолжается и теперь[когда?]

.
Сын последнего князь Черкасский Пётр Дмитриевич, симбирский губернатор, действительный статский советник (1852 года), оставил двух сыновей и дочь. Из них старший — князь Семён Петрович Черкасский посвятил свою деятельность искусству, и имя его в 1850-х и 1860-х годах часто встречалось в каталогах выставок.
Брат князя Александра, Эльмурза (ок. 1700 — 1765) имел сына, Александра (Касбулат Эльмурзович; 1748 — после 1804), женатого на Любови Андреевне Канчокиной-Черкасской, дочери кабардинского князя и полковника Кургоко Канчокина (Джиляхстанова; Андрей Канчокина Черкасского), основателя Моздока. Дети: Алексей (род. 1777), Фёдор-Темир-Булат (1791—1833), Мария (замужем за Ф. Ф. Щербатовым) и Ефим-Асламбек (1794—1869). Внук последнего — князь Фёдор Николаевич (Тембот (Темирболат) Жанхотович) (1870—1953) — генерал-лейтенант, участник Первой мировой войны и Белого движения.

## Происхождение

### Кумыкская версия
По свидетельству этнографа Сталя К.Ф., Бекович-Черкасские имели кумыкское происхождение. Лев Гумилёв также считал, что Бековичи являлись "татарским" родом, выходцами из Золотой Орды.

Доктор медицины, военный врач Иоганн (Иван Яковлевич) Лерх, дважды побывавший на Северном Кавказе, оставил записи 1733-1735 годов, подтверждает эту версию, в которых говорится о "татарском" отряде (татарами на Кавказе в русских источниках назывались в том числе и кумыки) князей Бековичей и их татарской деревне:
...Комендант Кизляра дружил с татарами и кабардинцами, и они им были очень довольны.
В состав Куринского, Навагинского или Тенгинского полка в Кизляре входят 400 терских татар, которыми управлял их начальник генерал-майор Эльмурза Бекович. Они жили в полуверсте от города и часто действовали против воров горных татар. Молодой Бекович всегда со своим отрядом. Он отважен, коварен и жесток. За два года до этого заколол он родную мать с ее любовником, и трех татар, которые за ним гнались однажды, он убил хитрым способом.

В двух верстах от крепости Святого Креста (ныне Ставрополь) находилось татарское предместье, называемое Ахочинская слобода; оно обнесено валом и рвами и живут в нем черкасские и кабардинские татары, над которыми начальствовал полковник Эльмурза Бекович. Он брат известного Александра Бековича, который в 1716 году в Бухарии лишился жизни. Сейчас он ревностный мусульманин. В 1735 году Бекович со своей командой перешел в Кизляр и был сделан генерал-майором.
Название черкас применялось, помимо русских, украинцев и адыгских народов, в том числе и к кумыкам.
Так, немец Питер Генри Брус (1692-1757), побывавший на Кавказе во время Персидского похода Петра I в 1722 году, писал:
...Терки, столица черкесской Татарии
......Их язык общий с соседними татарами, хотя их вожди знают и русский язык.
Лавров Л.И. писал о факте, когда "Хосров-хан Шемаханский... упоминает «барагунские улусы черкас ондреевских», т. е. эндерийских". Лавров указывает, что, например, кумыкские князья Таймазовы в 1788 "очевидно, ошибочно названы были кабардинскими", и приводит в пример сведения "1761 и 1765 гг., подобно сочинениям И. А. Гильденштедта и Я. Потоцкого", в которых "называют боргунцев кумыками."
Причина именования как минимум северных (засулакских) кумыков черкасами (черкесами), согласно сведениям Броневского 1823 года, приводимых и Девлет-Мирзой Шайхалиевым в 1848 году, объясняется географической природой термина "Черкесская область":
С. Броневский же несколькими годами позже (1823 г.) сообщает, что Брагунское владение «принадлежит двум кумыкским князьям – двоюродным братьям, полковнику Кучун-Беку (очевидно, Кучуку Бековичу) Таймазову и Ахтула-Беку», но он одновременно отмечает, что это владение «причислено Черкесским областям по естественному начертанию живых урочищ, хотя брагунские жители, будучи татарского происхождения, принадлежат собственно отделению кумык».